# Jupe masculine

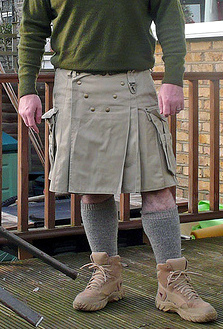
Un kilt contemporain.

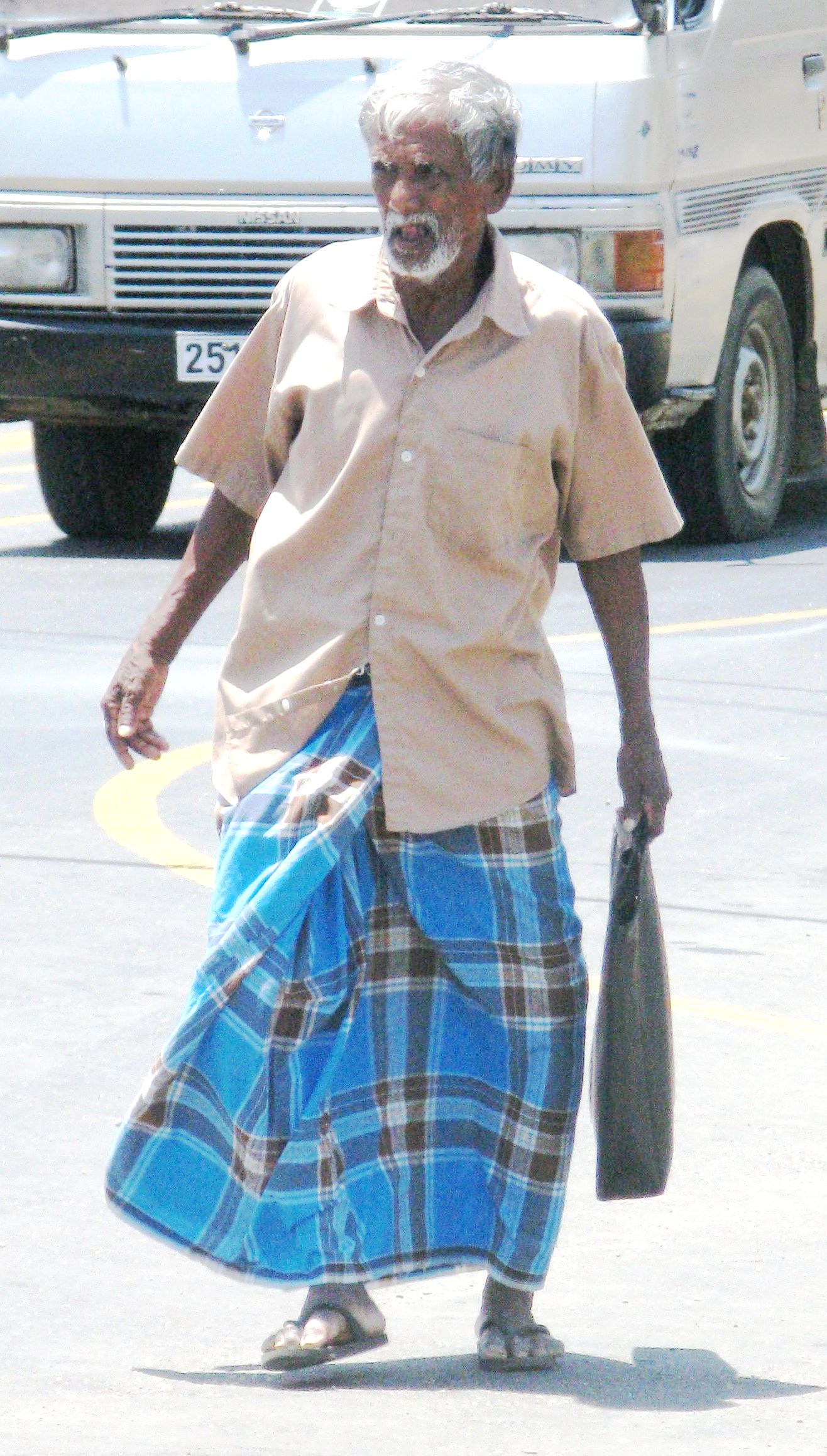
Un Srilankais portant un sarong.

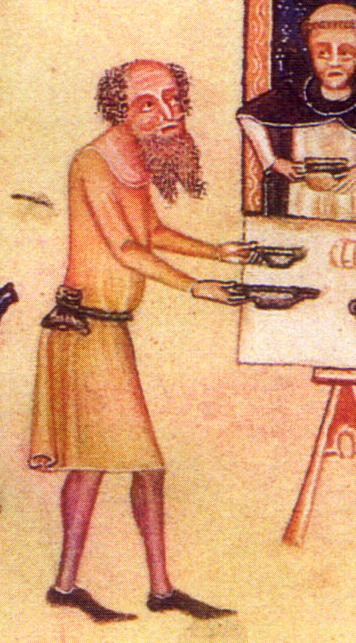
Illustration datant de 1325-1335 montrant un Anglais portant un vêtement à jupe.

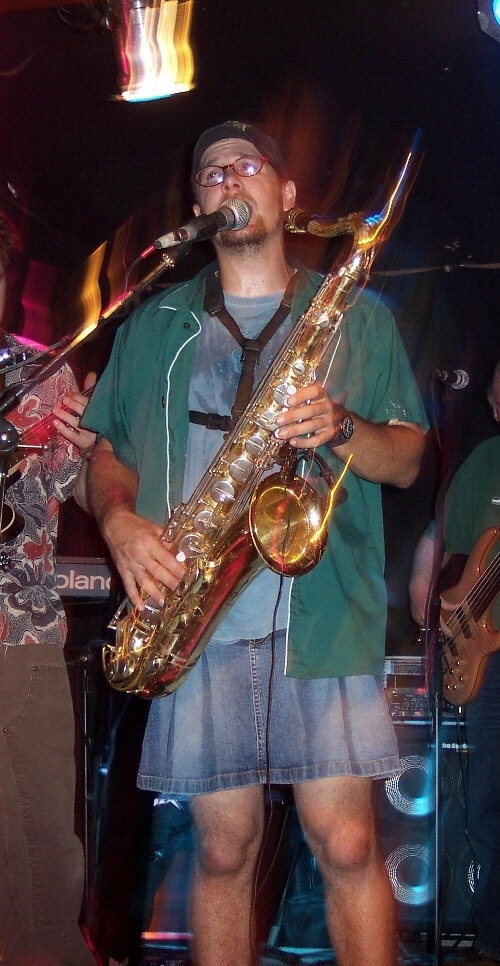
Un joueur de saxophone portant une jupe.

Une jupe masculine est un élément vestimentaire pour homme qui a disparu en Occident, et qui en dehors des cultures occidentales reste porté. De nos jours, en Amérique du Nord et en Europe de l'Ouest (à l'exception du Royaume-Uni pour le kilt et de l'Église romaine pour la soutane), le port de la jupe est vu comme un attribut typiquement féminin.

## Dans les cultures occidentales

### Dans l'antiquité
Dans les civilisations de l'Antiquité (hébraïques, grecques et romaines), les hommes portaient généralement une forme de tunique. Dans l'Égypte antique, ils portaient un vêtement similaire au sarong.
Les Anglo-Saxons et les Normands portaient des jupes, comme on peut le voir dans la tapisserie de Bayeux. Ces modes ont perduré tout au long du Moyen Âge.

### Déclin
Depuis l'époque victorienne, le port par les hommes de couleurs brillantes a décliné, avec une préférence pour l'uniformité, les couleurs sombres et la sobriété,,. Au milieu du XXe siècle, les vêtements orthodoxes occidentaux, en particulier dans les milieux d'affaires, ont été dominés par des costumes sobres.

### Tentative de renouveau
Dans les années 1960, une réaction contre les conventions vestimentaires occidentales a conduit à l'émergence d'une mode unisexe. Cette mode a permis aux femmes de porter des vêtements masculins, mais n'a pas permis aux hommes de porter des vêtements féminins, même si dans les années 1960 des hommes ont porté des chemises à fleurs et les cheveux longs.
Le 25 septembre 1967, l’artiste plasticien argentin Gustavo Del Rio crée une jupe pour homme et de ce fait une nouvelle conception de la mode masculine. La minijupe est lancée par lui-même pendant sa performance d’art corporel « Je suis l’œuvre d’art », qui se tient dans l’Institut Torcuato Di Tella de Buenos Aires à l’occasion du 5e Prix International IDTDT et de La semaine de l’art avancé en Argentine. Puis, il la présente aussi dans Calle Florida le mardi 28 septembre 1967, dans la même ville. Il est emprisonné par la police du gouvernement militaire du général Ongania. Menacé de mort, après une agression il est obligé à quitter le pays et à s’installer en Europe
Dans les années 1970, David Hall, un ancien ingénieur du Stanford Research Institute (SRI), a promu le port de la jupe par les hommes dans les talk-shows The Tonight Show Starring Johnny Carson et Phil Donahue Show. Dans son texte Skirts for Men: the advantages and disadvantages of various forms of bodily covering, il suggère que la jupe pourrait être mieux adaptée à un climat chaud. 
Depuis les années 1980 en occident, des tentatives d'introduire la jupe dans les collections masculines ont également été tentées, à l'image de certaines créations de Jean Paul Gaultier par exemple, mais en vain. L'historien Denis Bruna souligne d'ailleurs que, « une révolution souvent annoncée et jamais advenue, c'est la jupe pour hommes. On l'attendait dans les années 1960, on l'aperçoit encore lors de défilés récents, mais je ne l'ai jamais vue réellement portée que par quelques-uns de mes étudiants de l'École du Louvre lors d'occasion festive. Ailleurs, elle reste invisible. »
Sous un usage revendicateur, la jupe a été portée très ponctuellement en 2013 par les conducteurs de train suédois afin de contester l'interdiction de travailler en short lors de fortes chaleurs, contestation réitérée par des étudiants au pays de Galles dans le même cadre d'interdiction.

## Dans les cultures non occidentales
En dehors des cultures occidentales, les vêtements d'homme incluent des jupes et dérivés. Par exemple la dhoti ou le longhi en Inde, et le sarong en Asie du Sud et dans le sud-ouest asiatique, ainsi qu'au Sri Lanka. 
En Afrique subsaharienne, des vêtements font office de jupes masculines similaires au sarong, parfois portés par des hommes : il s'agit du kanga (ou khanga), du kitenge (ou chitenje), du kikoy et du lappa. À Madagascar, on les appelle « lamba ».
Dans le sikhisme, une religion originaire du Pendjab, il existe un vêtement traditionnel porté à la fois par les hommes et les femmes, appelé « baana » ou « chola ». 
D'autres robes ressemblent à une jupe, y compris les caftans et djellabas dans la région MOAN (Moyen-Orient et Afrique du Nord).
D'autres vêtements similaires sont portés par les hommes dans le monde, comme la fustanelle (une jupe courte et évasée en coton) en Grèce et dans les Balkans, le lava-lava dans le Pacifique (similaire au sarong), et certains types du hakama japonais et du gho bhoutanais.
Les jupes appelées « qun » (裙) ou « chang » (裳) en chinois étaient jadis portées par les hommes en Chine,.